# Chiesa di Santa Lucia a Collina
La chiesa di Santa Lucia è una delle chiese di Calenzano, che si trova in località Collina.

## Storia e descrizione
È documentata dal XIII secolo come patronato degli Aliotti. Riedificata alla metà del Cinquecento da Filippo di Averardo Salviati, fu riconsacrata nel 1584.
Ad una navata, con campanile a vela e rustico portico antistante l'ingresso, la chiesa è stata oggetto di un recente furto che l'ha privata dei dipinti seicenteschi degli altari, Le tentazioni di sant'Antonio di Giovan Maria Butteri e Il martirio di santa Caterina d'Alessandria di Pietro Frilli Croci. È rimasto soltanto l'ovale con Santa Lucia, inserito sull'altare maggiore in una cornice barocca con angioletti festanti, analoghi a quelli che sorreggono gli stemmi dei Salviati e dei Ginori sugli altari laterali.